# 脱罗禾
脱罗禾（?—?），元朝驸马。弘吉剌氏。特薛禅孙子。
脱罗禾父亲不详，祖父特薛禅是成吉思汗夫人孛儿帖的父亲。脱罗禾尚不鲁罕公主。再尚元仁宗的女儿阔阔伦公主。元仁宗是成吉思汗孙子忽必烈的曾孙。辈分差距很大，《元史·列传》作脱罗禾是特薛禅的诸孙（孙辈）。